# Old Ways
Old Ways je čtrnácté studiové album kanadského hudebníka Neila Younga, vydané v srpnu 1985 u vydavatelství Geffen Records. Nahráno bylo v různých studiích od ledna 1983 do dubna 1985 a o produkci se starali Young, David Briggs, Ben Keith a Elliot Mazer.

## Seznam skladeb
| Pořadí | Název                            | Autor                         | Délka |
| ------ | -------------------------------- | ----------------------------- | ----- |
| 1.     | The Wayward Wind                 | Herb Newman, Stanley Lebowsky | 3:12  |
| 2.     | Get Back to the Country          | Neil Young                    | 2:50  |
| 3.     | Are There Any More Real Cowboys? | Young                         | 3:03  |
| 4.     | Once an Angel                    | Young                         | 3:55  |
| 5.     | Misfits                          | Young                         | 5:07  |
| 6.     | California Sunset                | Young                         | 2:56  |
| 7.     | Old Ways                         | Young                         | 3:08  |
| 8.     | My Boy                           | Young                         | 3:37  |
| 9.     | Bound for Glory                  | Young                         | 5:48  |
| 10.    | Where Is the Highway Tonight?    | Young                         | 3:02  |

## Obsazení
- Neil Young – kytara, zpěv, harmonika, banjo-kytara
- Waylon Jennings – kytara, zpěv
- Willie Nelson – kytara, zpěv
- Rufus Thibodeaux – housle
- Ben Keith – pedálová steel kytara, dobro
- Tim Drummond – baskytara
- Karl Himmel – bicí
- Joe Allen – baskytara, kontrabas
- Ralph Mooney – pedálová steel kytara
- Hargus „Pig“ Robbins – klavír
- Gordon Terry – housle
- Joe Osborn – baskytara
- Anthony Crawford – mandolína, zpěv
- Terry McMillan – harmonika, brumle
- Béla Fleck – banjo
- Bobby Thompson – banjo
- David Kirby – kytara
- Grant Boatwright – kytara
- Johnny Christopher – guitar
- Ray Edenton – kytara
- Gove Scrivenor – autoharfa
- Farrell Morris – perkuse
- Marty Stuart – mandolína
- Carl Gorodetzky – housle
- Spooner Oldham – klavír
- Larry Byrom – zpěv
- Rick Palombi – zpěv
- Doana Cooper – zpěv
- Denise Draper – zpěv
- Gail Davies – zpěv
- Betsy Hammer – zpěv
- Pam Rose – zpěv
- Janis Oliver-Gill – zpěv
- Mary Ann Kennedy – zpěv
- Kristine Oliver-Arnold – zpěv
- Leona Williams – zpěv
- smyčce
  - Carl Gorodetsky
  - George Binkley
  - John Borg
  - Roy Christensen
  - Virginia Christensen
  - Charles Everett
  - Larry Harvin
  - Mark Hembree
  - Lee Larrison
  - Betty McDonald
  - Dennis Molchan
  - Pamela Sixfin
  - Mark Tanner
  - David Vanderkooi
  - Gary Vanosdale
  - Carol Walker
  - Stephanie Woolf